# Ponte di Oinoanda
Il Ponte di Oinoanda (o Oenoanda), o Ponte di Kemerarası, è un ponte ad arco Ottomano che attraversa il fiume Xanthos. Si trova nelle vicinanze del sito archeologico di Oinoanda, nella regione della Licia, della moderna Turchia. È nei pressi di un ponte romano, e la sua esistenza divenne nota negli anni novanta grazie al ritrovamento di un'iscrizione riguardante l'antico ponte.    

## Ponte romano

### L'iscrizione sulla pietra
L'iscrizione latina sulla pietra fu rinvenuta presso l'antico sito di Kemerarası, che si trova ai piedi della collina di Oinoanda (Urluca). Sin dall'antichità, il luogo è stato un importante snodo della valle superiore dello Xanthos. Il ponte ottomano esistente è parallelo al moderno ponte autostradale. 
Rivolto verso l'alto e pressoché intatto, il blocco di calcare misura 130 cm in altezza, 64 cm in ampiezza e 42 cm in profondità. Sulla destra del lato frontale, una spaccatura di medie dimensioni rende difficoltosa la lettura dell'iscrizione; ulteriori problemi di interpretazioni derivano dalla presenza di diversi errori ortografici, che suggeriscono la nazionalità greca dello scalpellino.

### Datazione
L'iscrizione, e dunque anche la costruzione del ponte, risalgono all'epoca del governatore romano in Licia, Epirio Marcello, che ricopriva il ruolo nel 54 d.C..
Comparando i contenuti dell'iscrizione con la storiografia nota, Milner data la costruzione precisamente al 50 d.C.; in questo periodo, dopo l'annessione della Licia nel 47 d.C., ebbe inizio la costruzione di una nuova rete stradale sotto la supervisione del predecessore di Marcello, Quinto Veranio. Probabilmente il ponte romano è da ritenersi parte degli sforzi di consolidamento del potere sulla provincia recentemente acquisita, tramite un potenziamento del sistema stradale per spostare le truppe con maggiore efficienza.

### Testo dell'iscrizione
Trascrizione (con aggiunte):
TI CLAVDIVS DRVSI F
CAESAR DEVS AVG GER
MANICVS PONTIFE[x]
MAX TR[I]BVNICIAE P[ot]
X COS V IMP X II DES[ig]
PP PONTE PER T [CL?]
EPRIVM MARCELLVM
[l]EG AVG PROPR SO A
Traduzione:
Tiberio Claudio figlio di Druso Cesare, Dio, Augusto, Germanico, sommo pontefice, con potere tribunizio per la decima volta, console per la quinta volta, con acclamazione imperiale per la '12a' (18a) volta, console designato, Padre della Patria, (costruì) il ponte per opera di Tito Clodio Epirio Marcello, pretoriano legato dell'Augusto, sodale dell'Augusto.